# Mördande vänskap
Mördande vänskap (engelska: Mortal Thoughts) är en amerikansk långfilm från 1991 i regi av Alan Rudolph, med Demi Moore, Glenne Headly, Bruce Willis och John Pankow i rollerna.

## Handling
Filmen kretsar kring en scen där Cynthia Kellogg (Demi Moore) blir utfrågad av de två kriminalinspektörerna John Woods (Harvey Keitel) och Linda Nealon (Billie Neal). Cynthia frågas ut om mordet på hennes bästa väns man James (Bruce Willis). Genom återblickar vecklas hela berättelsen ut.

## Rollista
| Demi Moore     | – Cynthia Kellogg        |
| Bruce Willis   | – James Urbanski         |
| Glenne Headly  | – Joyce Urbanski         |
| John Pankow    | – Arthur Kellogg         |
| Harvey Keitel  | – Detective John Woods   |
| Billie Neal    | – Detective Linda Nealon |
| Frank Vincent  | – Dominic                |
| Doris McCarthy | – Jeanette               |
| Karen Shallo   | – Gloria                 |